# Batalha de Gásni (998)
A Batalha de Gásni de março de 998 foi travada entre o emir gasnévida Ismail (r. 997–998) e seu irmão mais velho Mamude (r. 998–1030) pelo controle do Império Gasnévida. O conflito terminou na vitória e coroação do último.

## Contexto e batalha
Sabuqueteguim (r. 977–997), em vida, nomeou seu filho Ismail como seu sucesso, garantindo-lhe a sucessão natural com a morte de seu pai em agosto de 997. Não se sabe o motivo dessa escolha, pois Mamude era mais velho e tinha experiência militar ao ter participado na guerra civil de seu suserano, o emir samânida Nu II (r. 976–997), contra dois generais rebeldes no Coração.
Mamude e exigiu o reconhecimento de sua posição como senhor supremo dos domínios gasnévidas. Para tal, alistou seu irmão e governador em Boste Abu Almozafar Nácer e seu tio Bograchoque em Herate e marchou contra Gásni, onde a batalha ocorreu em março de 998. Ismail possuía elefante. A batalha foi dura e prolongada, mas Mamude soube aproveitar o momento oportuno para atacar o centro do exército de Ismail, que quebrou. O emir foi capturado e destronado e permaneceu o resto de seus dias em cativeiro em Gusgã.